# الكرائف (مذيخرة)

تعديل مصدري - تعديل

الكرائف محلة تابعة لقرية القبن، التابعة لعزلة بني مليك بمديرية مذيخرة إحدى مديريات محافظة إب في الجمهورية اليمنية، بلغ تعداد سكانها 46 حسب تعداد اليمن لعام 2004.